# Оргис-Рутенберг
Оргис-Рутенберг (нем. Baron Orgies gennant Rutenberg) — баронский род.

## Происхождение и история рода
Род баронов фон Оргис-Рутенберг принадлежит к древнему прибалтийскому дворянству.
В Высочайших указах, от 19 октября 1807 и 6 мая 1814 годов, полковник фон-Рутенберг назван бароном.
Определениями Правительствующего Сената, от 10 июня 1853 и 28 февраля 1862 гг., за курляндской дворянской фамилией фон Оргис-Рутенберг признан баронский титул.

## Описание герба
В золотом поле три черных ромба {2+1).
Щит увенчан некоронованным дворянским шлемом. Нашлемник — золотой щиток, обремененный тремя черными ромбами, между двух черных орлиных крыльев. Намет черный с золотом.